# Sweetlilly93@hotmail.com
sweetlilly93@hotmail.com ist ein Album der deutschen Band Von Wegen Lisbeth. Die Lieder beschreiben Alltagsbeobachtungen und behandeln dabei Themen der späten 2010er Jahre, vor allem das Problem der Gentrifizierung.

## Titelliste
1. Wieso
2. Lieferandomann
3. Alexa gib mir mein Geld zurück!
4. Staub und Schutt
5. Jede Ratte der U8
6. 30 Segways, ein Ferrari
7. Sweet Lilly
8. Westkreuz
9. Alles was ich gerne hätte
10. Am wenigsten zu sagen
11. Gefährder
12. Alle 11 Minuten
13. Irgendwas über Delfine

## Cover
Auf einem Rasen stehen verschiedenste Outdoormöbel. Das Arrangement legt eine zerstörte Party nahe. In der Mitte befindet sich das Logo der Band.

## Rezeption
„Wie geht es eigentlich der deutschen Popmusik? Ausgezeichnet! Das neue Album der Band Von Wegen Lisbeth ist jedenfalls das Beste, was unser Autor bisher in diesem Jahr gehört hat. Ein Lobgesang.“

„Die deutsche Sprache mag für viele noch ein sperriges Element in der Welt der Popmusik darstellen. Von Wegen Lisbeth machen es einem mit ihren schlicht gehaltenen Melodiestrukturen jedoch leicht, sich auf die Geschichten einzulassen, die immer mal wieder Kritik an sich selbst und den Mitmenschen üben. Deutsche Musik, die mehr kann, als nur zum Schunkeln zu animieren.“